# Saint-Jean (circonscription fédérale)
Pour les articles homonymes, voir Saint-Jean.
Pour la circonscription néo-brunswickoise, voir Saint John (circonscription fédérale).
Circonscription électorale fédérale du Canada
Saint-Jean est une circonscription électorale fédérale au Québec (Canada).

## Géographie
La circonscription longe la rivière Richelieu au sud-ouest de Montréal, dans la région québécoise de Montérégie. Elle est constituée de la partie nord et ouest de la MRC du Haut-Richelieu constituée de la ville de Saint-Jean-sur-Richelieu, de la municipalité de paroisse de Sainte-Anne-de-Sabrevois, des municipalités de Lacolle, Mont-Saint-Grégoire, Saint-Alexandre, Saint-Blaise-sur-Richelieu, Saint-Paul-de-l'Île-aux-Noix, Saint-Valentin et de Sainte-Brigide-d'Iberville.
Les circonscriptions limitrophes sont Châteauguay—Lacolle, La Prairie, Beloeil—Chambly, Shefford et Brome—Missisquoi.

## Historique
La circonscription de Saint-Jean fut créée en 1966 avec des parties des circonscriptions de Beauharnois—Salaberry, Châteauguay—Huntingdon—Laprairie et Saint-Jean—Iberville—Napierville.

## Députés
| Législature | Années        | Député               | Parti | Parti                     |
| --- | ------------- | -------------------- | ----- | ------------------------- |
| Saint-Jean issue de Beauharnois—Salaberry, Châteauguay—Huntingdon—Laprairie et Saint-Jean—Iberville—Napierville |               |                      |       |                           |
| 28e | 1968–1972     | Walter Bernard Smith |       | Libéral                   |
| 29e | 1972–1974     | Walter Bernard Smith |       | Libéral                   |
| 30e | 1974–1979     | Walter Bernard Smith |       | Libéral                   |
| 31e | 1979–1980     | Paul-André Massé     |       | Libéral                   |
| 32e | 1980–1984     | Paul-André Massé     |       | Libéral                   |
| 33e | 1984–1988     | André Bissonnette    |       | Progressiste-conservateur |
| 34e | 1988–1993     | Clément Couture      |       | Progressiste-conservateur |
| 35e | 1993–1997     | Claude Bachand       |       | Bloc québécois            |
| 36e | 1997–2000     | Claude Bachand       |       | Bloc québécois            |
| 37e | 2000–2004     | Claude Bachand       |       | Bloc québécois            |
| 38e | 2004–2006     | Claude Bachand       |       | Bloc québécois            |
| 39e | 2006–2008     | Claude Bachand       |       | Bloc québécois            |
| 40e | 2008–2011     | Claude Bachand       |       | Bloc québécois            |
| 41e | 2011–2015     | Tarik Brahmi         |       | Néo-démocrate             |
| 42e | 2015–2019     | Jean Rioux           |       | Libéral                   |
| 43e | 2019–2021     | Christine Normandin  |       | Bloc québécois            |
| 44e | 2021–2025     | Christine Normandin  |       | Bloc québécois            |
| 45e | 2025–en cours | Christine Normandin  |       | Bloc québécois            |

## Résultats électoraux
| |
| - Parti libéral - Parti conservateur - NPD - Bloc québécois - Parti vert - Parti populaire - Alliance canadienne - Crédit social |

|                          | Nom                      | Parti politique          | Voix   | %       | Majorité |
| ------------------------ | ------------------------ | ------------------------ | ------ | ------- | -------- |
|                          | Christine Normandin      | Bloc québécois           | 27 750 | 44,85 % | 8 844    |
|                          | Jean Rioux (sortant)     | Libéral                  | 18 906 | 30,56 % |          |
|                          | Martin Thibert           | Conservateur             | 6 612  | 10,69 % |          |
|                          | Chantal Reeves           | NPD                      | 4 794  | 7,75 %  |          |
|                          | André-Philippe Chenail   | Vert                     | 3 127  | 5,05 %  |          |
|                          | Marc Hivon               | Parti populaire          | 397    | 0,64 %  |          |
|                          | Yvon Savary              | PIQ                      | 289    | 0,47 %  |          |
| Total des votes valides  | Total des votes valides  | Total des votes valides  | 61 875 | 98,03 % |          |
| Total des votes rejetés  | Total des votes rejetés  | Total des votes rejetés  | 1 241  | 1,97 %  |          |
| Total des votes exprimés | Total des votes exprimés | Total des votes exprimés | 63 116 | 69,33 % |          |
| Électeurs inscrits       | Électeurs inscrits       | Électeurs inscrits       | 91 035 |         |          |

|       | Candidat        | Parti          | # de voix | % des voix |
|       | Stéphane Guinta | Conservateur   | +06 549,  | 10,85 %    |
|       | Denis Hurtubise | Bloc québécois | +14 979,  | 24,81 %    |
|       | Jean Rioux      | Libéral        | +20 017,  | 33,15 %    |
|       | Hans Marotte    | NPD            | +17 555,  | 29,07 %    |
|       | Marilyn Redivo  | Vert           | +01 281,  | 2,12 %     |
| Total | Total           | Total          | 60 381    | 100 %      |

|       | Candidat                 | Parti          | # de voix | % des voix |
|       | Jean Thouin              | Conservateur   | +05 603,  | 10,66 %    |
|       | Claude Bachand (sortant) | Bloc québécois | +16 023,  | 30,5 %     |
|       | Robert David             | Libéral        | +04 644,  | 8,84 %     |
|       | Tarik Brahmi             | NPD            | +24 943,  | 47,48 %    |
|       | Pierre Tremblay          | Vert           | +01 326,  | 2,52 %     |
| Total | Total                    | Total          | 52 539    | 100 %      |

|       | Candidat                 | Parti          | # de voix | % des voix |
|       | Marie-Josée Mercier      | Conservateur   | +09 281,  | 17,37 %    |
|       | Claude Bachand (sortant) | Bloc québécois | +26 506,  | 49,61 %    |
|       | Claire Ste-Marie         | Libéral        | +09 430,  | 17,65 %    |
|       | Philippe Refghi          | NPD            | +05 529,  | 10,35 %    |
|       | Pierre Tremblay          | Vert           | +02 160,  | 4,04 %     |
|       | Guy Berger               | Indépendant    | +00520,   | 0,97 %     |
| Total | Total                    | Total          | 53 426    | 100 %      |